# Éruption vulcanienne

Schéma d'une éruption vulcanienne.

Une éruption vulcanienne, tirant son nom du Vulcano, est un type d'éruption volcanique se produisant sur des volcans gris et caractérisé par l'émission d'une lave relativement fluide formant des coulées de lave de faible ampleur. Les explosions modérées, accompagnées de retombées de lapilli et de bombes volcaniques, forment un panache volcanique épais qui peut s'élever à des kilomètres en altitude. Les éruptions vulcaniennes sont à l'origine des stratovolcans.